# Heteroteuthis
Heteroteuthis (лат.) — род головоногих моллюсков из семейства сепиолиды (Sepiolidae). Типовой вид Sepiola dispar Rüppell, 1844, ныне Heteroteuthis dispar (Rüppell, 1844). Длина тела от 2,5 (Heteroteuthis dispar) до 3 (Heteroteuthis serventyi) см. Обитают в тропических и субтропических водах Тихого, Индийского и Атлантического океанов на глубине от 200 до 3000 м. Донные животные. Охранный статус видов рода не установлен, они безвредны для человека, объектами промысла не являются.

## Классификация
По данным World Register of Marine Species, на декабрь 2024 года род включает 7 видов:
- Heteroteuthis atlantis G. L. Voss, 1955
- Heteroteuthis dagamensis G. C. Robson, 1924
- Heteroteuthis dispar (Rüppell, 1844)
- Heteroteuthis hawaiiensis (S. S. Berry, 1909)
- Heteroteuthis nordopacifica Kubodera & Okutani, 2011
- Heteroteuthis ryukyuensis Kubodera, Okutani & Kosuge, 2009
- Heteroteuthis serventyi J. K. Allan, 1945